# 邓永和
邓永和（1963年—），云南河口人，瑶族，中华人民共和国政治人物、第十一届全国人民代表大会云南地区代表。
毕业于云南省委党校法律专业，是中共党员。担任云南省红河州河口县委副书记、县长。2008年起担任全国人大代表。